# Wapen van Mook en Middelaar

Het wapen van de Nederlandse gemeente Mook en Middelaar in de provincie Limburg is op 30 oktober 1990 bij Koninklijk Besluit door de Hoge Raad van Adel aan de gemeente toegekend. Het betreft een correctie op het in 1816 verleende wapen.

## Geschiedenis
De zegels van de dorpen Mook en Middelaar zijn samengevoegd om zo het wapen van de gemeente te vormen. Mook werd in 1018 genoemd als bezitting van twee Akense stiften; in 1227 werden de rechten verkocht aan de graven van Gelre. De schepenbank is in de zestiende eeuw overgegaan naar het Land van Kleef. Op het zegel van de schepenbank kwam St. Albertus, patroonheilige van het klooster van de H. Adalbert te Aken, voor. Omdat de patroonheilige van Mook St. Antonius was, vroeg men bij de aanvraag van het wapen geen afbeelding van St. Albertus, maar van St. Antonius aan.
Middelaar was een vrije Rijksheerlijkheid die tot 1385 in het bezit was van het geslacht van Heumen. Daarna is het overgegaan naar het Graafschap Gelre, waaronder Middelaar tot 1795 viel.  St. Lambertus kwam op wapens van de schepenbank voor.
Het wapen is in 1990 aangepast naar de historische kleuren, waarbij de Hoge Raad van Adel graag had gezien dat de afgebeelde heiligen van het schild verdwenen en als schildhouders terugkwamen. De gemeente wilde echter het wapen handhaven.

## Blazoen

Wapen van 1890

### Eerste wapen
De beschrijving van het wapen dat op 15 december 1819 werd toegekend, luidt:
Gedeeld, rechts het wapen van Middelaar van keel, beladen met het beeld van den H.Lambertus, bisschop van Maastricht, in bisschoppelijk gewaad van zilver, het hoofd gedekt met een mijter en omgeven door een nimbus, beide van zilver, aangezicht en handen van natuurlijke kleur, houdende in de hand een staf van sabel, met kromming van zilver, en een lans met een steel van sabel en een spits van zilver, en met de andere hand steunende op een vóór hem geplaatst schildje, zijnde gedeeld; rechts van lazuur, beladen met een naar links gewenden gekroonden en van keel getongden klimmende leeuw van goud, met dubbelen staart; links van goud beladen met een naar rechts gewenden van keel getongden en geklauwden klimmende leeuw van sabel (Gelderland); - links het wapen van Mook, van lazuur beladen met het beeld van den H.Antonius Abt, omhangen met den kluizenaarsmantel van zilver, voorzien van de Grieksche letter T van keel, het hoofd omgeven door een nimbus van zilver, en met aangezicht en handen van natuurlijke kleur, houdend in de eene hand een evangelieboek van keel, gesierd van goud, en in de andere een staf met kruk van sabel, om zijn midden een gordel van sabel en aan zijn voeten een varken van natuurlijke kleur; vóór den Heilige is geplaatst een schildje van keel, beladen met 8 leliestaven kringsgewijze geplaatst, in het midden gedekt door een schildje van zilver (Kleef).
N.B.:
- In de heraldiek zijn links en rechts gezien van achter het schild, voor de toeschouwer zijn deze dus verwisseld
- De heraldische kleuren in het wapen zijn keel (rood), zilver (wit), sabel (zwart), lazuur (blauw) en goud (geel).

### Tweede wapen
De beschrijving van het wapen dat op 30 oktober 1990 werd toegekend, luidt:
Gedeeld : I in keel de H.Lambertus van natuurlijke kleur, half naar links gewend, gekleed van zilver, met een mijter en een nimbus van hetzelfde, houdende met de rechterhand een staf en een lans, beide van zilver en met een steel van sabel, en met de linkerhand een voor hem geplaatst schild, zijnde doorsneden; a in azuur een omgewende, gekroonde, dubbelstaartige leeuw van goud, getongd en genageld van keel; b in goud een leeuw van sabel, getongd en genageld van keel; II in azuur de H.Antonius Abt van natuurlijke kleur, half naar rechts gewend, gekleed van zilver, met een nimbus van hetzelfde, omgord van sabel en met de letter T van keel op de rechterschouder, houdende met de rechterhand een geopend evangelie van keel, goud op snee, en met de linkerhand een krukkenstaf van sabel, vergeeld van een omgewend varken van natuurlijke keur, dat links achter hem vandaan komt, en met voor hem geplaatst een schild, zijnde in keel een hartschild van zilver, beladen met een karbonkel van sinopel, waaruit acht stralen van goud over het gehele schild gaan.Het schild gedekt met een gouden kroon van drie bladeren en twee parels.

## Verwante wapens

Het wapen van het Hertogdom Gelre
Het wapen van het Graafschap Kleef

Beek · 
Beekdaelen · 
Beesel · 
Bergen · 
Brunssum · 
Echt-Susteren · 
Eijsden-Margraten · 
Gennep · 
Gulpen-Wittem · 
Heerlen · 
Horst aan de Maas · 
Kerkrade · 
Landgraaf · 
Leudal · 
Maasgouw · 
Maastricht · 
Meerssen · 
Mook en Middelaar · 
Nederweert · 
Peel en Maas · 
Roerdalen · 
Roermond · 
Simpelveld · 
Sittard-Geleen · 
Stein · 
Vaals · 
Valkenburg aan de Geul · 
Venlo · 
Venray · 
Voerendaal · 
Weert